# Индийская кампания Семилетней войны
Индийская кампания Семилетней войны или Третья карнатикская война (англ. Third Carnatic War) началась с некоторым запозданием, в 1757 году, так как даже после известия о начале войны между Францией и Великобританией Французская Ост-Индская компания, несмотря на урок прошлого конфликта, лелеяла надежду, что из-за удалённости региона от Европы здесь удастся сохранить мир. Завершением кампании явилась капитуляция Пондишерри в начале 1761 года.

## Предыстория
Первые столкновения между французами и англичанами в Индии начались в годы Войны за австрийское наследство (1740—1748). В сентябре 1746 года французский флот под командованием Бертрана Франсуа де Лабурдонне высадил десант и осадил Мадрас. Укрепления Мадраса были слабыми, поэтому город выдержал только три дня бомбардировки, после чего сдался. Лабурдонне согласился вернуть форт англичанам за выкуп, но французский генерал-губернатор Индии, Жозеф-Фрасуа Дюплекс отменил это решение. Анвараддин-хан, наваб Карнатика, выступил в войну на стороне Англии и объединённая армия наваба и англичан выступила походом на Мадрас, но была разбита французами. Тогда английская армия осадила французский Пондичерри, но через 31 день была вынуждена снять осаду. В 1748 году был заключён Второй Ахенский мир, по условиям которого Дюплекс вернул Мадрас Англии в обмен на Луисбург в Северной Америке.
Мирный договор не позволял вступать в прямые военные столкновения, но Англия и Франция стали поддерживать местных князей в их феодальных войнах. В частности, обе стороны продвигали своих кандидатов на место правителя Декана (Низама Хайдерабада) и наваба Карнатика. Дюплекс сумел продвинуть на оба поста своих кандидатов путём интриг и двух тайных убийств. В середине 1751 года французский кандидат, Чанда Сахиб, напал на английского кандидата Валладжа и осадил крепость Тируччираппалли. Чанда Сахибу помогал французский отряд Шарля де Бюсси.
1 сентября 1751 года британский отряд (280 европейцев и 300 сипаев) капитана Роберта Клайва захватил город Аркот, столицу Карнатика. Предполагалось, что это вынудит Чанда Сахиба отправить часть армии к Аркоту. Чанда Сахиб отправил отряд из 4000 индусов и 150 французов, которые  осадили Аркот, держали его в осаде несколько недель и пробили стену в нескольких местах. Клайв запросил помощи у Морари Рао, одного из военачальников Маратха. Узнав о приближении маратха, осаждающие предложили Клайву сдаться за большую сумму денег, но он отказался. Утром 24 ноября начался общий штурм форта, но он провалился. На следующее утро осаждающие отступили, бросив орудия и всё имущество. Победа под Аркотом позволили англичанам заполучить Карнатик и сделать Валладжу навабом этого княжества.
Между тем в 1740 году Аливарди-хан захватил столице Бенгалии, Муршидабад, и стал навабом Бенгальского княжества. Он был осторожен в общении с европейцами: он разрешил им строить укрепления в годы нашествий маратхов, брал у них деньги, но хорошо знал о ситуации в южной Индии и не хотел, чтобы в Бенгалии начались конфликты такого рода. Однако, между навабом и англичанами происходили мелкие трения: англичане жаловались, что им не дают в полной мере воспользоваться правами, данными фирманом шаха Фаррух-Сияра в 1717 году, и в то же время позволяли подданным наваба беспошлинно торговать, что вредило налогообложению.
В апреле 1756 года Аливарди-хан умер, и власть перешла к его 23-летнему внуку Сирадж уд-Даула, который был темпераментным и нетерпеливым человеком. Он с подозрением относился к европейским торговым компаниям, и когда англичане и французы начали усиливать свои форты, ожидая новой войны, он запретил делать это без разрешения. Когда англичане отказались подчиниться, он собрал отряд в 3000 человек и 24 мая 1757 года окружил британскую факторию  Коссимбазар. Английский командир Уоттс запросил помощи из Калькутты, но Совет в Калькутте решил не ослаблять гарнизон города. У Уоттса было всего 50 человек и несколько орудий, но он надеялся откупиться. Однако наваб отдал приказ о штурме укрепления. Первая атака была отбита. Тогда Уоттса вызвали на переговоры и, когда он явился, захватили его в плен. 5 июня Коссимбазар был занят бенгальской армией, и в тот же день наваб пошёл на Калькутту.
Несмотря на жаркое время года и использование медленных тяглых животных, слонов и волов, Сирадж уд-Даула прошёл 160 миль до Калькутты за 11 дней. Ему удалось собрать армию в 50 000 человек, но люди шли неохотно, и ходили слухи, что армия неминуемо погибнет. Англичане ещё 20 мая заподозрили приближение войны и стали готовиться к обороне: нанимали местных стрелков и запасали продовольствие. 7 июня командир калькуттского форта запросил помощи в Мадрасе, а заодно попросил помочь голландцев и французов, но те не стали ввязываться в конфликт. В укреплениях Калькутты не хватало орудий и боеприпасов, а снаряды для гаубиц имели такие плохие запалы, что разрывались почти сразу после выстрела. Не хватало и людей: из регулярных войск нашлось всего 180 португальцев. 8 июня было набрано 250 ополченцев из англичан, португальцев и армян. 11 июня губернатор Дрейк собрал все свои силы, и их оказалось 515 человек. Их распределили по батареям и редутам.
16 июня началась осада Калькутты: армия наваба подошла к Калькутте и атаковала редут Перрина, но была отбита. 18 июня армия наваба начала просачиваться в город в обход укреплений, и англичанам пришлось отступить к основному форту. 19 числа на корабли были эвакуированы женщины и предполагалось начать общую эвакуацию 20 июня. Но уже 19 июня стало известно, что порох в форте закончился, и что Дрейк покинул форт. 20 июня армия наваба вошла в форт, а англичане подобрали последних беженцев и ушли на кораблях вниз по реке. 26 июня они добрались до голландской фактории Фульта.

## Ход боевых действий

### 1757 год

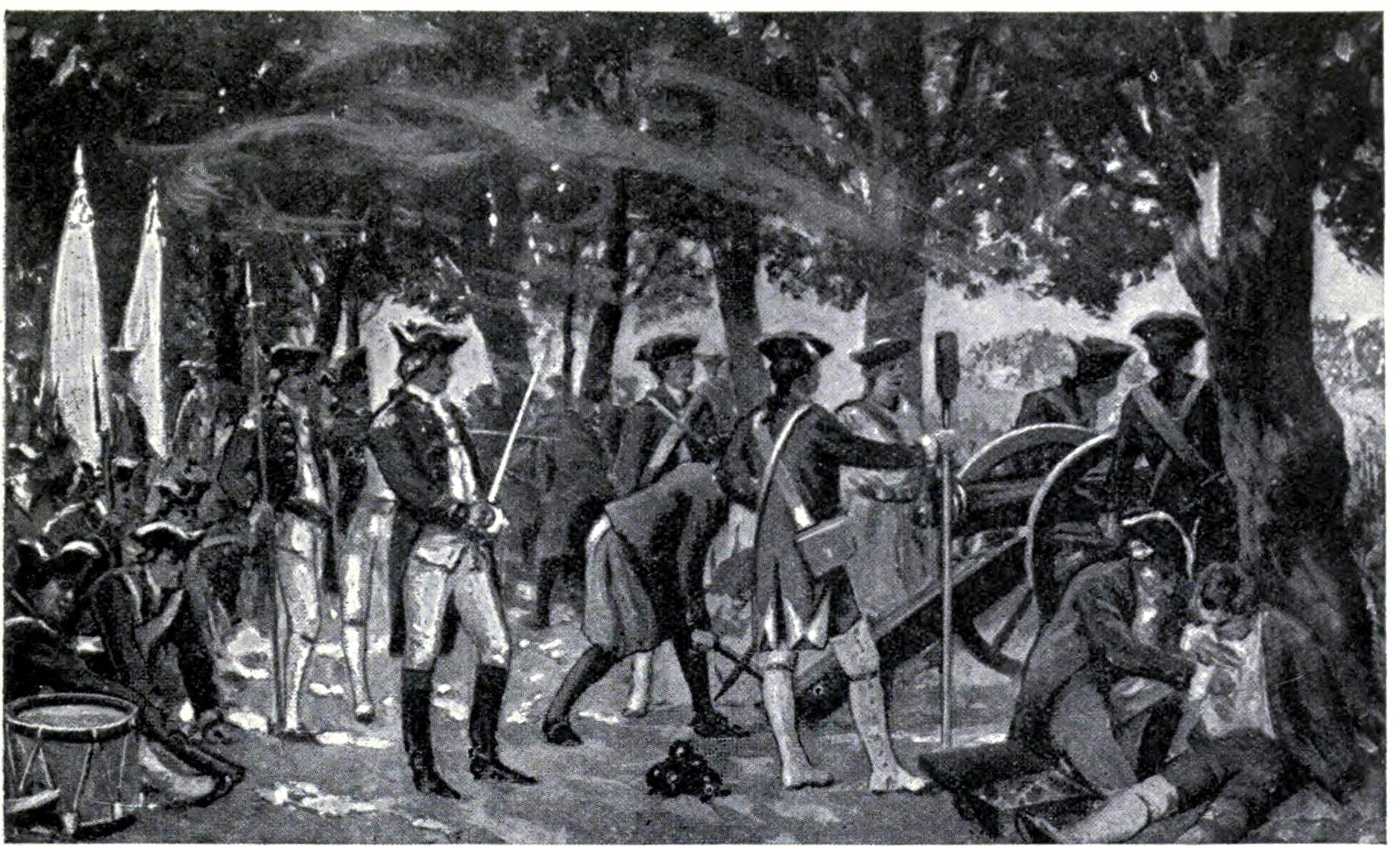
Британская артиллерия в сражении при Плесси.

Первым делом Клайв и Уотсон захватили находившийся неподалёку от Калькутты французский Чанданнагар. Не желающий мириться со складывающейся ситуацией бенгальский наваб списался с находившимся в южной Индии Бюсси-Кастельно, а Клайв занялся созданием заговора с целью свержения наваба. В результате боевые действия между англичанами и бенгальцами возобновились, и 23 июня 1757 года Клайв разбил Сирадж-уд-Даула в битве при Плесси. За свержением наваба последовал приход к власти одного из заговорщиков, который был креатурой британцев и зависел от их поддержки.
Пока Клайв действовал в Бенгалии, Бюсси-Кастельно вторгся в Ориссу, захватил британские фактории и стал хозяином в большей части прибрежных регионов между Мадрасом и Калькуттой.

### 1758 год
26 апреля к Коромандельскому побережью прибыла французская эскадра из 9 кораблей, большинство из которых принадлежали Французской Ост-Индской компании. На кораблях было 1200 солдат — очень большая европейская армия для Индии того времени. 28 апреля эскадра бросила якорь перед британским фортом Святого Дэвида (под Куддалором), а два корабля направились к Пондишерри. Один из этих кораблей привёз нового французского губернатора — графа де Лалли. Ещё до того, как эти два корабля скрылись из виду, утром 29 апреля к форту прибыла британская эскадра под командованием адмирала Джорджа Покока. Французская эскадра немедленно снялась с якоря и отправилась на северо-восток; кораблю и фрегату, сопровождавшему Лалли, были поданы сигналы воссоединиться с французской эскадрой, однако по приказу Лалли сигналы игнорировались, что явилось причиной ухудшения взаимоотношений губернатора Лалли и коммодора д’Аше. В результате последовавшего морского сражения английские корабли получили большие повреждения и не смогли помочь осаждённому форту Святого Дэвида, который капитулировал 2 июня.
Французы приложили слишком большие усилия для овладения фортом Святого Давида, Лейри откровенно саботировал поставки в армию, экспедиционный корпус страдал от тропических заболеваний и непривычной пищи, поэтому боевой дух французов, несмотря на победу, был не самым лучшим. Чтобы поправить настроение, а заодно и финансы армии, Лалли предпринял экспедицию на юг против раджи Танджура, разбил его армию, однако так и не смог взять крепость. Понимая, что посреди враждебных земель его армии грозит гибель, Лалли вернулся в Пондишерри и стал надеяться, что после соединения с Бюсси достигнет решающих успехов.
После ремонта в портах британская и французская эскадры вновь сошлись в сражении в августе, которое вновь закончилось с неопределённым результатом. Возвратившись в Пондишерри, д’Аше обнаружил, что хотя повреждённые рангоут и такелаж и могут быть восстановлены, но кораблям не хватает провизии и их следует проконопатить. Вопреки протестам Лалли, д’Аше отбыл 2 сентября с эскадрой к острову Иль-де-Франс, однако пребывание эскадры (к которой прибавились три линейных корабля из Франции) на острове столь напрягло местные ресурсы, что от коммодора потребовали немедленного отплытия. В ноябре, после быстрого ремонта, несколько кораблей было отправлено к голландской колонии на мысе Доброй Надежды, однако приобретённая там провизия была быстро израсходована, и требования ухода эскадры возобновились. Из-за нехватки материалов морякам пришлось изготовлять бегучий такелаж из якорных канатов и демонтировать некоторые корабли, чтобы снятый с них материал шёл на оснастку других кораблей. Перед возвращением в Индию д’Аше написан министру флота, что «собрался отбыть с островов только для того, чтобы спасти экипажи своих кораблей от голодной смерти, и нельзя чего-то ожидать от эскадры, если не пришлют припасы, поскольку и люди, и оборудование находятся в плачевном состоянии».
Тем временем в сентябре деканская армия Бюсси и корпус Лалли заняли союзный англичанам город Аркат к северо-западу от Пондишерри. 14 декабря французы заняли без боя индийский район Мадраса и начали его грабить. Когда через несколько часов французская армия была уже поголовно пьяна, британский гарнизон решил совершить вылазку из крепости. Французы пришли в себя, и в ходе ожесточённой схватки на городских улицах отбили атаку, однако по непонятной причине Бюсси приказал войскам остановиться, в результате чего была упущена возможность ворваться в крепость на плечах отступающего противника. Началась осада Мадраса.

### 1759 год
Зимой Клайв послал часть своих сил из Бенгалии на юг. Британцы заняли Северные Сиркары, привлекли местного правителя на свою сторону и после двухмесячной осады заставили капитулировать французскую колонию Масулипатам. 16 февраля 1759 года к Мадрасу подошёл флот Покока, и Лалли был вынужден отказаться от идеи генерального штурма. Отряд из Сиркар пришёл в Мадрас, где стали сосредотачиваться силы, достаточные, чтобы дать французам открытое сражение.
В июле 1759 года д’Аше отбыл с французской эскадрой с островов, и в сентябре подошёл к Коромандельскому берегу. Состоявшийся 10 сентября бой оказался таким же незавершённым, как и два предыдущих сражения. Как впоследствии пошутил британский историк Кэмпбелл, «исключительные таланты обоих адмиралов отличает то, что в течение 18 месяцев они провели три запланированных сражения без потери кораблей какой-либо из сторон». Однако д’Аше вернулся в Пондишерри, а 1 октября отбыл оттуда на острова, предоставив Индию её судьбе. В результате британцы завоевали господство на море.

### 1760 год

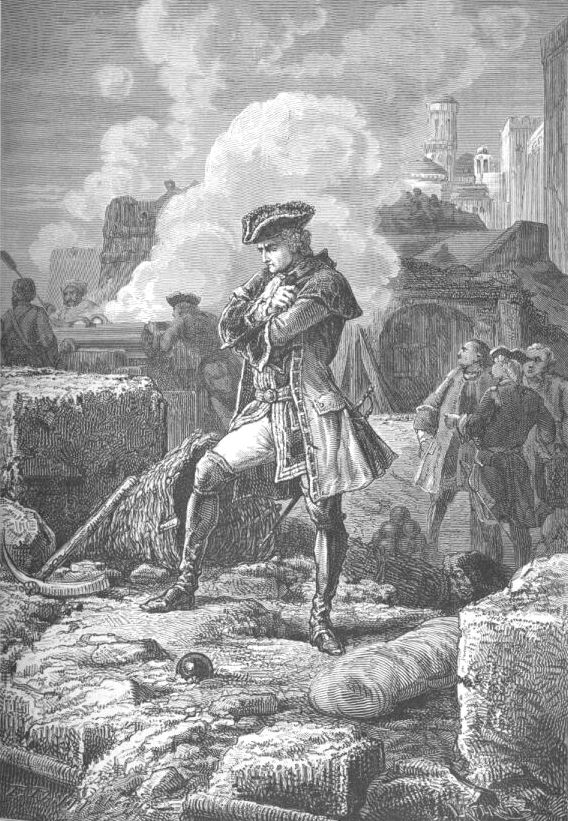
Лалли в Пондишерри

В декабре 1759 года Лалли, подавив бунт в собственных войсках, вновь выступил против Мадраса. 22 января состоялась битва при Вандиваше, после которой, потеряв четверть своих сил (в том числе попавшего в плен Бюсси) Лалли ретировался в Пондишерри. Тем не менее, вместо того, чтобы готовиться к обороне, он через месяц вновь решил идти на Мадрас. К счастью для французов, его войско возмутилось и заставило французского командующего повернуть обратно, не дав наступавшим по другой дороге британцам взять город с ходу.
Осенью после тщательной подготовки, британский генерал Эр Кут приступил к осаде Пондишерри. Сухопутные войска всё ближе подходили к городу, а флот прервал подвоз провианта из имевшихся ещё в руках французов факторий. В столице Французской Индии начался голод. Лалли приказал выслать из города всех туземцев, затем реквизировал и сосредоточил на армейских складах всё имевшееся продовольствие, однако было очевидно, что без помощи из Франции долго продержаться не удастся.

### 1761 год
18 января 1761 года Лалли подписал акт о капитуляции. Пондишерри был занят англичанами и спустя некоторое время разрушен до основания.

## Результаты и последствия
В 1763 году, в соответствии с условиями Парижского мирного договора, Франция получила обратно свои владения в Индии, но потеряла право воздвигать укрепления или держать войска в Бенгалии. Это сделало Чанданнагар беззащитным.